# Orantenhaltung

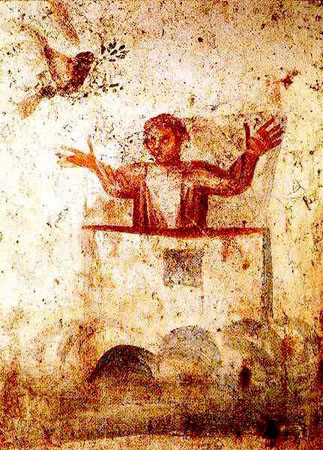
Frühchristliche Darstellung Noachs in der Orantenhaltung

Die Orantenhaltung ist eine Körperhaltung beim Gebet. Der Beter steht mit in Schulterhöhe ausgebreiteten Armen, den Kopf entweder gesenkt oder zum Himmel erhoben. In der alten Kirche war sie allgemein verbreitet, wie etwa aus Darstellungen in den römischen Katakomben hervorgeht. 

## Bildende Kunst
Als Orans oder Orante (lateinisch: „Betender“, plural: „Oranten“) bezeichnet man in der bildenden Kunst die Darstellung von Gläubigen im Gebet. Darstellungen der Adoration finden sich z. B. auf Felsritzungen der Bronzezeit oder Runensteinen (Krogstastenen). Mit den ausgebreiteten Armen werden das Kreuz und der gekreuzigte Christus angedeutet. 

## Liturgie

### Vorsteher der Liturgie

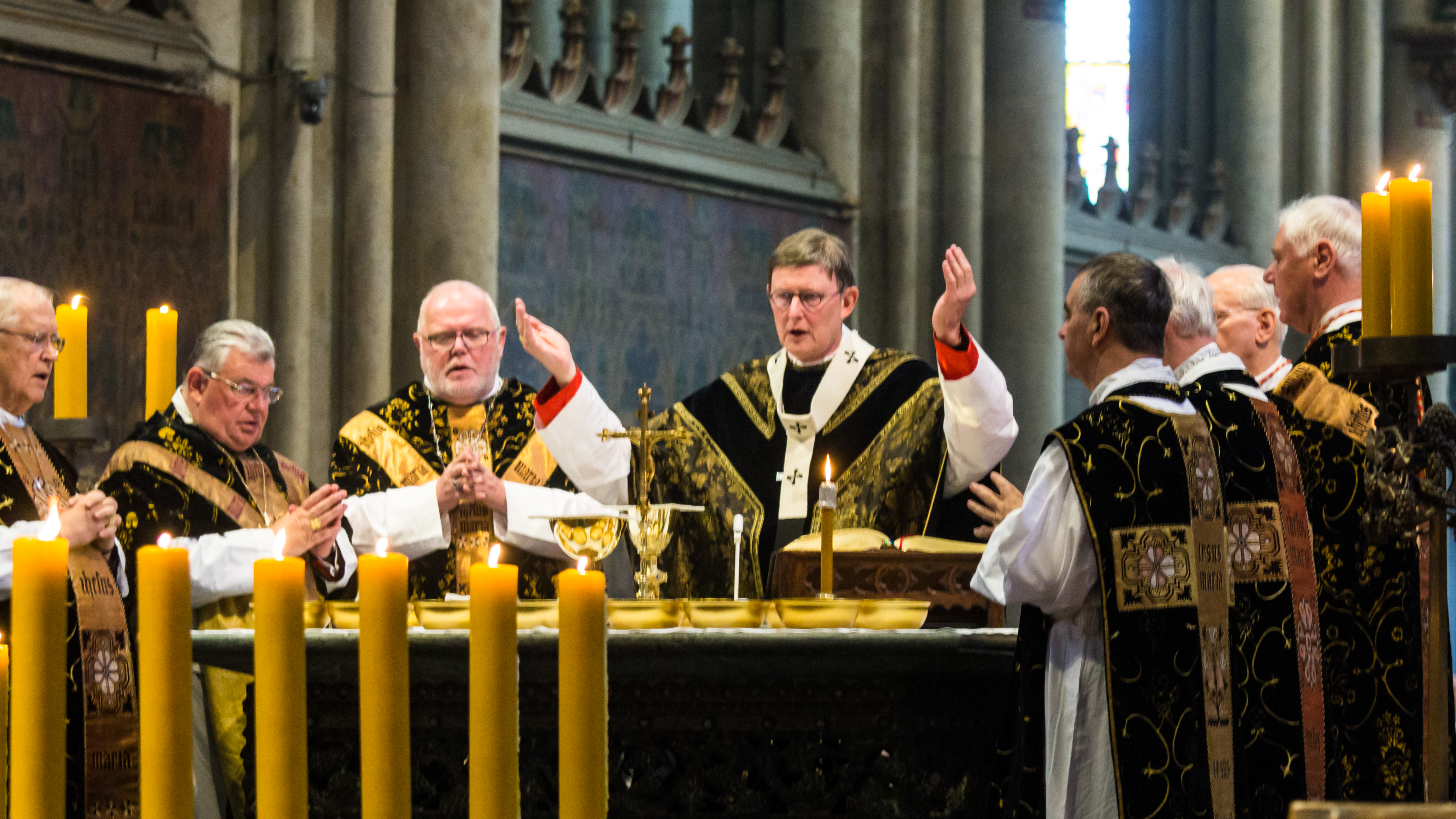
Kardinal Woelki in Orantenhaltung

Ostkirchliche wie römisch-katholische Priester und Pfarrer der Selbständigen Evangelisch-Lutherischen Kirche nehmen diese Haltung immer ein, wenn sie als Vorsteher der Liturgie ein Gebet sprechen. 
In der römisch-katholischen Kirche nimmt der Priester die Orantenhaltung bei den sogenannten Präsidialgebeten ein, das heißt beim Tagesgebet, beim Gabengebet, bei der Präfation, beim Schlussgebet sowie bei Teilen des eucharistischen Hochgebetes. Auch beim Beten des Vaterunsers, das kein Präsidialgebet darstellt, ist diese liturgische Haltung vorgesehen.

### Gemeinde- und Privatgebet
In orientalischen und romanischen Ländern ist die Orantenhaltung weithin auch bei den Gläubigen üblich geblieben. Sie ist als Gebetshaltung typisch für pfingstlerische und charismatische Gottesdienste.